# Placosaris turiusalis
Placosaris turiusalis là một loài bướm đêm trong họ Crambidae.